# Université médiévale
Au Moyen Âge, le mot « université » résume l'expression latine universitas magistrorum et scholarium qui indique l'union de tous les collèges d'une ville formant des clercs dans un corps unique indépendant du pouvoir des villes, doté de privilèges et d'un chef appelé recteur. 
À Paris, l'Université ne comprend pas les petites écoles (actuel enseignement primaire), mais tous les collèges de la faculté des arts (actuel enseignement secondaire), de la faculté de théologie (de) (actuelles facultés de lettres et de sciences), et si elles existent, de la faculté de droit et de la faculté de médecine. 
Les membres ou suppôts de l'université sont des clercs. Leurs grades sont docteur, bachelier et écolier, correspondant dans la noblesse à ceux de chevalier, valet et damoiseau, et dans les métiers à maître, compagnon et apprentis.

## En Europe

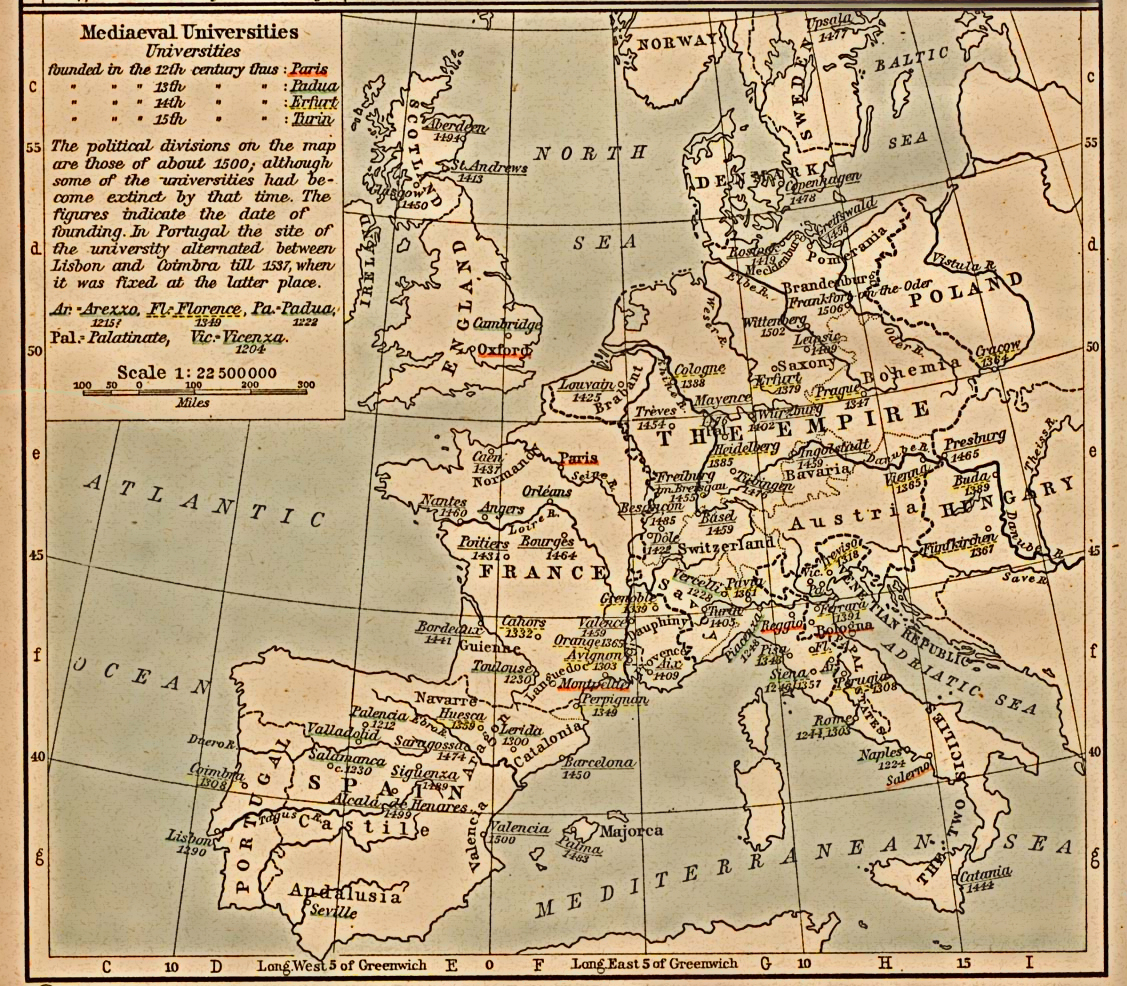
Carte des universités médiévales en Europe publiée en 1923.

### Historiographie
La naissance des universités médiévales s'inscrit dans un contexte intellectuel. Avec la réforme grégorienne au XIe siècle, l'Église impose une coupure nette entre clercs et laïcs et se dote d'écoles monastiques puis d'écoles cathédrales destinées à relever le niveau et intellectuel et moral du clergé. Elle s'inscrit aussi dans un contexte socio-politique : cette période se caractérise par une stabilisation des pouvoirs princiers et royaux propices à une plus grande mobilité sociale qui « a pour corollaire une mobilité géographique tant des élèves que des maîtres », essentiellement vers les centres urbains. Certains enfants de nobles accomplissent volontiers un tour académique d'une région de l'Europe à une autre, ce phénomène de peregrinatio academica étant très inégalement développé selon les pays et les époques. Au XIIe siècle, le renouveau des villes en Europe, lieux privilégiés de la production et des échanges matériels, commerciaux et intellectuels, change les conditions de production du livre et rompt avec le monopole monastique sur la culture écrite. Ce renouveau accompagne la renaissance intellectuelle de l'époque et correspond à ce que les historiens appellent la « période laïque » de l'histoire du livre à la fin du XIIe siècle. Ainsi, selon l'historien Albert Labarre, « les abbayes cessent d'être les seuls centres de vie intellectuelle ».
Désireux de marquer leur indépendance à l’égard des évêques qui à travers les écoles capitulaires dirigent et contrôlent l’enseignement, les clercs dès la fin du XIIe siècle se groupent en corporations (universitates) afin de pouvoir se livrer librement à la recherche du savoir et à l’enseignement. Malgré cette indépendance revendiquée, ces universitates restent des institutions ecclésiastiques, bénéficiant du for ecclésiastique. Le terme juridique d'universitas, n'apparaît qu'en 1208 pour l'université de Paris, vers 1215 pour l'université de Bologne. L'université médiévale européenne est ainsi initialement une communauté, et non des bâtiments. Par exemple, les premiers cours de l'université de Paris sont dispensés dehors (« la rue du Foir rappelle que les étudiants s'asseyaient là sur des bottes de foin »), dans les salles communales des villes ou dans des salles de tavernes louées pour l'occasion.
L'on voit ainsi, parallèlement à la création de nouveaux monastères et d'ordres religieux et à la renaissance des villes, du commerce et de la propagation du style international français dit plus tard « gothique » (opus francigenum) en architecture, une efflorescence à travers l'Europe de ces Universitates studiorum qui s'installent dans les villes ouvertes, comme Paris, au renouveau et aux avantages économiques que la présence d'« escholiers » ne peut manquer de leur apporter. 
Les princes désireux de s’attacher le service de clercs érudits encouragent ce mouvement.
Avides d’indépendance à l'égard des autorités civiles et religieuses, les créateurs des Universitates sollicitent et obtiennent du Saint-Siège des bulles qui leur garantissaient cette liberté, la « libertas scolastica » (expression qui apparaît en 1229 sous la plume de Jean de Garlande), autonomie d’ordre juridique et intellectuelle. 

### Naissance des universités
| Nom                                | Lieu originel                                       | Lieu actuel                                  | Date officielle                                                          | Première date                                                                        |
| ---------------------------------- | --------------------------------------------------- | -------------------------------------------- | ------------------------------------------------------------------------ | ------------------------------------------------------------------------------------ |
| Université de Constantinople       | Empire byzantin                                     | Florence après 1453 (Académie platonicienne) | 27 février 425 (Πανδιδακτήριος Pandidacterius de l’empereur Théodose II) | 425                                                                                  |
| Université de Bologne              | Saint-Empire romain germanique                      | Italie                                       | 1158 (Constitutio Habita de l’empereur Frédéric Barberousse)             | 1088                                                                                 |
| Université d'Oxford                | Royaume d'Angleterre                                | Royaume-Uni                                  | 1167 (roi Henri II)                                                      | 1116 (Thibaud d'Étampes)                                                             |
| Université de Parme                | Saint-Empire romain germanique                      | Italie                                       | 1117                                                                     |                                                                                      |
| Université de Modène               | Saint-Empire romain germanique                      | Italie                                       | 1175                                                                     |                                                                                      |
| Université de Paris                | Royaume de France                                   | France                                       | 1200 (roi Philippe Auguste) - 1215 (pape Innocent III)                   | 1167 (expulsion des maîtres et écoliers étrangers)                                   |
| Université de Cambridge            | Royaume d'Angleterre                                | Royaume-Uni                                  | 1209                                                                     |                                                                                      |
| Université de Palencia             | Royaume de Castille                                 | Espagne                                      | 1212 (roi Alphonse VIII)                                                 | 1208                                                                                 |
| Université de Salamanque           | Royaume de León                                     | Espagne                                      | 1218 (roi Alphonse IX de León)                                           | 1130                                                                                 |
| Université de Montpellier          | Royaume d'Aragon                                    | France                                       | 1220 (Cardinal Conrad) - 1289 (Pape Nicolas IV)                          | 1150                                                                                 |
| Université de Padoue               | Padoue                                              | Italie                                       | 1222                                                                     |                                                                                      |
| Université de Naples - Frédéric-II | Saint-Empire romain germanique Royaume de Sicile    | Italie                                       | 1224 (Empereur, Frédéric II Hohenstafen, roi de Sicile)                  |                                                                                      |
| Université de Toulouse             | Royaume de France                                   | France                                       | 1229 (roi Louis IX)                                                      |                                                                                      |
| Université de Sienne               | République de Sienne                                | Italie                                       | 1240                                                                     |                                                                                      |
| Université de Valladolid           | Royaume de Castille                                 | Espagne                                      | 1241                                                                     |                                                                                      |
| Université de Coimbra              | Royaume de Portugal                                 | Portugal                                     | 1290 (roi Denis Ier de Portugal)                                         |                                                                                      |
| Université de Lérida               | Royaume d'Aragon                                    | Espagne                                      | 1300                                                                     |                                                                                      |
| Université de Rome « La Sapienza » | États pontificaux                                   | Italie                                       | 1303 (pape Boniface VIII)                                                |                                                                                      |
| Université d'Avignon               | Comtat Venaissin                                    | France                                       | 1303 (pape Boniface VIII)                                                |                                                                                      |
| Université d'Orléans               | Royaume de France                                   | France                                       | 1306 (pape Clément V)                                                    |                                                                                      |
| Université de Florence             | république de Florence                              | Italie                                       | 1349 (pape Clément VI)                                                   | 1321                                                                                 |
| Université de Cahors               | Royaume de France                                   | France                                       | 1331                                                                     |                                                                                      |
| Université de Grenoble             | Royaume de France                                   | France                                       | 1339                                                                     |                                                                                      |
| Université de Pise                 | République de Pise                                  | Italie                                       | 1343 (pape Clément VI)                                                   |                                                                                      |
| Université de Prague               | Saint-Empire romain germanique Royaume de Bohême    | République tchèque                           | 1347 (pape Clément VI)                                                   |                                                                                      |
| Université de Perpignan            | Royaume d'Aragon                                    | France                                       | 1350 (pape Clément VI & roi de Catalogne Pierre le Cérémonieux)          |                                                                                      |
| Université de Pavie                | Saint-Empire romain germanique Duché de Milan       | Italie                                       | 1361 (empereur Charles IV)                                               |                                                                                      |
| Université de Cracovie             | Royaume de Pologne                                  | Pologne                                      | 1364                                                                     |                                                                                      |
| Université d'Angers                | Royaume de France                                   | France                                       | 1364                                                                     |                                                                                      |
| Université d'Orange                | Saint-Empire romain germanique Principauté d'Orange | France                                       | 1365 (empereur Charles IV et Raymond des Baux, prince d'Orange)          | 1268                                                                                 |
| Université de Vienne               | Saint-Empire romain germanique Duché d'Autriche     | Autriche                                     | 1365                                                                     |                                                                                      |
| Université de Pécs                 | Royaume de Hongrie                                  | Hongrie                                      | 1367 (roi Louis Ier)                                                     |                                                                                      |
| Université d'Erfurt                | Saint-Empire romain germanique                      | Allemagne                                    | 1389 (pape Urbain VI)                                                    | 1379 (Clément VII)                                                                   |
| Université de Heidelberg           | Saint-Empire romain germanique Palatinat du Rhin    | Allemagne                                    | 1386 (pape Urbain VI)                                                    |                                                                                      |
| Université de Cologne              | Saint-Empire romain germanique                      | Allemagne                                    | 1388 (comte palatin Robert Ier)                                          |                                                                                      |
| Université de Turin                | Saint-Empire romain germanique Comté de Savoie      | Italie                                       | 1404 (prince Louis de Savoie-Achaïe)                                     |                                                                                      |
| Université d'Aix                   | Comté de Provence                                   | France                                       | 1409 (comte Louis II                                                     |                                                                                      |
| Université de Leipzig              | Saint-Empire romain germanique Électorat de Saxe    | Allemagne                                    | 1409                                                                     |                                                                                      |
| Université de St Andrews           | Royaume d'Écosse                                    | Royaume-Uni                                  | 1413 (pape Benoît XIII)                                                  | 1410 (fondée par un groupe de clergés augustiniens chassés de l'Université de Paris) |
| Université de Dole                 | Saint-Empire romain germanique Comté de Bourgogne   | France                                       | 1422 (Philippe le Bon)                                                   |                                                                                      |
| Université de Louvain              | Saint-Empire romain germanique Duché de Brabant     | Belgique                                     | 1425 (duc Jean IV de Brabant)                                            |                                                                                      |
| Université de Lund                 | Union de Kalmar                                     | Suède                                        | 1425                                                                     |                                                                                      |
| Université de Poitiers             | Royaume de France                                   | France                                       | 1431 (roi Charles VII)                                                   |                                                                                      |
| Université de Caen                 | Royaume de France                                   | France                                       | 1432 (Jean de Lancastre, duc de Bedford)                                 |                                                                                      |
| Université de Catane               | Royaume de Sicile                                   | Italie                                       | 1434 (roi Alphonse V)                                                    |                                                                                      |
| Université de Barcelone            | Royaume d'Aragon                                    | Espagne                                      | 1450 (roi Alphonse V)                                                    |                                                                                      |
| Université de Glasgow              | Royaume d'Écosse                                    | Royaume-Uni                                  | 1451 (pape Nicolas V)                                                    |                                                                                      |
| Université d'Istanbul              | Empire ottoman                                      | Turquie                                      | 1453 (sultan Mehmed II)                                                  |                                                                                      |
| Université de Greifswald           | Saint-Empire romain germanique Duché de Poméranie   | Allemagne                                    | 1456                                                                     |                                                                                      |
| Université de Bâle                 | Saint-Empire romain germanique                      | Suisse                                       | 1460                                                                     |                                                                                      |
| Université de Nantes               | Duché de Bretagne                                   | France                                       | 1460 (pape Pie II)                                                       |                                                                                      |
| Universitas Istropolitana          | Royaume de Hongrie                                  | Slovaquie                                    | 1465 (pape Paul II)                                                      |                                                                                      |
| Université d'Ingolstadt            | Saint-Empire romain germanique Duché de Bavière     | Allemagne                                    | 1472 (duc Louis IX de Bavière)                                           |                                                                                      |
| Université de Mayence              | Saint-Empire romain germanique Électorat de Mayence | Allemagne                                    | 1477 (archevêque Diether von Isenburg)                                   |                                                                                      |
| Université de Tübingen             | Saint-Empire romain germanique                      | Allemagne                                    | 1477                                                                     |                                                                                      |
| Université d'Uppsala               | Union de Kalmar                                     | Suède                                        | 1477 (pape Sixte IV)                                                     |                                                                                      |
| Université de Copenhague           | Union de Kalmar                                     | Danemark                                     | 1479                                                                     |                                                                                      |
| Université de Gênes                | République de Gênes                                 | Italie                                       | 1481                                                                     |                                                                                      |

Le savant et religieux Alcuin, devenu abbé de Saint-Martin de Tours en 796, a fondé à Tours une académie de philosophie et de théologie si innovatrice qu'elle fut surnommée « mère de l'Université ».
Pour d'autres écoles (ou studium), le statut d'université n'est pas historiquement prouvé, ou daté avec exactitude.
| Nom                   | Lieu originel          | Lieu actuel | Date approximative | Première date |
| --------------------- | ---------------------- | ----------- | ------------------ | ------------- |
| Université de Salerne | Principauté de Salerne | Italie      | XIIIe siècle       | Xe siècle     |
| Université de Billom  | Comté d'Auvergne       | France      |                    | XIIe siècle   |

Localisation des premières universités
| Royaume de France |
| --- |
| \| Paris · 1200 Montpellier · 1220 Toulouse · 1229 Orléans · 1306 Cahors · 1331 Grenoble · 1339 Angers · 1337 Aix · 1409 Poitiers · 1431 \| |
| Paris · 1200 Montpellier · 1220 Toulouse · 1229 Orléans · 1306 Cahors · 1331 Grenoble · 1339 Angers · 1337 Aix · 1409 Poitiers · 1431       |

| Angleterre / Écosse                                    |
| ------------------------------------------------------ |
| \| Oxford · 1167 Cambridge · 1209 St Andrews · 1413 \| |
| Oxford · 1167 Cambridge · 1209 St Andrews · 1413       |

| Saint-Empire |
| --- |
| \| [[Image:\\|255px]] Bologne · 1158 Parme · 1117 Modène · 1175 Prague · 1347 Orange · 1365 Vienne · 1365 Erfurt · 1389 Heidelberg · 1386 Leipzig · 1409 Dole · 1422 Louvain · 1425 \| |
| [[Image:\|255px]] Bologne · 1158 Parme · 1117 Modène · 1175 Prague · 1347 Orange · 1365 Vienne · 1365 Erfurt · 1389 Heidelberg · 1386 Leipzig · 1409 Dole · 1422 Louvain · 1425        |

| Portugal / Castille / Aragon                                                                                             |
| --- |
| \| Perpignan · 1350 Palencia · 1208 Salamanque · 1218 Valladolid · 1241 Coimbra · 1290 Lérida · 1297 Barcelone · 1450 \| |
| Perpignan · 1350 Palencia · 1208 Salamanque · 1218 Valladolid · 1241 Coimbra · 1290 Lérida · 1297 Barcelone · 1450       |

### Les universités à la fin du Moyen Âge
Les historiens constatent le déclin de l'université dans l'Europe à partir du XVe siècle malgré un grand essor culturel et intellectuel à cette époque. Il s'agit plus d'un « effacement, à plus ou moins long terme, du rôle créateur, sur le plan pédagogique et culturel, des universités que l'effondrement de leur prestige social et de leurs institutions ». Ce déclin résulte notamment de la critique des universités médiévales et de leur scolastique trop scolaire et artificielle, de la baisse de la valeur des études (abaissement des grades obtenus) et de la création de cercles littéraires et scientifiques en dehors des universités. Le rôle de l'université à la Renaissance a en effet changé : alors que l'université médiévale « constituait un groupement professionnel, consacré à la formation d'un corps d'enseignants et d'ecclésiastiques », celle de la Renaissance « travaille surtout pour la formation de la culture générale des gens et la formation dans le sens de la culture humaniste ».

### L'enseignement
L'enseignement préalable à l'accession universitaire se divisait en deux « cursus » principaux opéré dans les écoles d'arts, en général de 14 ans à 20 ans. Les sept disciplines propédeutiques étaient regroupées sous l'appellation d'arts libéraux :
- Le trivium (grammaire, rhétorique, logique) formation liée aux « arts du langage et de l'expression ». Par anachronisme, ce sont les rudiments des Lettres.
- Le quadrivium, les quatre « arts libéraux » (arithmétique, géométrie, astronomie, musique). Par anachronisme, ce sont les rudiments des sciences.

Le latin médiéval était la langue écrite, impérative pour entrer dans le monde universitaire et appréhender les connaissances livresques. Il fallait pouvoir lire les livres recommandés par le maître. Les ateliers de copistes se multiplient dans les villes, pour répondre aux besoins de textes et de manuscrits des étudiants.
Les matières enseignées sont, suivant les spécialités du studium generale du XIe siècle, les droits (droit canon, droit civil), le droit canon, la médecine, les mathématiques, la logique ou la philosophie. Viennent s'ajouter les arts libéraux (plus développés que les premiers) et la « reine » médiévale des sciences dans les universités, la théologie.  
« L'enseignement repose sur la lecture (lectio) commentée des textes faisant autorité, et sur la question (questio) qui ouvre la possibilité de regrouper des arguments contradictoires. Ce type de transmission des connaissances » s'est affiné dans beaucoup d'universités médiévales vers la dispute (disputatio), sorte de duel oratoire et logique sur un sujet défini à l'avance, et qui permet aux maîtres et aux étudiants de se livrer au jeu intellectuel du « pour et du contre ».

### Les maîtres et les étudiants
Les conciles du Latran de 1179 et de 1215 rappellent le principe de la gratuité de l'enseignement, les universités étant théoriquement ouvertes aux étudiants modestes mais les droits d'examen restent importants, si bien que des laïcs (rois, reines, grands aristocrates…) ou parfois aussi des ecclésiastiques fondent des collèges qui permettent d'accueillir aussi des fils de paysan dès la fin du XIIe siècle. Si les universités proposent un mécanisme de promotion sociale reposant sur l'acquisition des savoirs, cette promotion s'opère essentiellement sur la petite noblesse et la bourgeoisie urbaines de commerçants, d'artisans, de juristes ou d'enseignants.
La corporation a ses rites, ses procédures d'initiation (équivalent du bizutage), ses festivités turbulentes. Les maîtres comme les étudiants sont des clercs bien reconnaissables qui portent la « robe et la tonsure, sans que cela implique d'aller au-delà des ordres mineurs et de s'engager dans une vraie carrière ecclésiastique ». Faisant partie du clergé séculier, ils bénéficient ainsi du privilège de for et de la libertas scolastica.
Les relations entre cette corporation et la population citoyenne sont délicates pour plusieurs raisons, et avec le temps, l'autonomie croissante des universités et leur indépendance de l'autorité locale augmentent les tensions entre les deux parties. En outre, l'empiètement croissant des universités sur leurs voisins aggrave la situation, ce qui aboutit aux classiques affrontements entre town and gown (littéralement « la Ville et la Robe », expression appliquée par les historiens des Universités anglaises à ce type de conflits).

## Dans le monde musulman
Si les musulmans se sont bel et bien inspiré du modèle hellénistique pour bâtir leur enseignement primaire, il en est autrement pour l’éducation académique qui n’a obéi à aucun plan préconçu. En effet, c’est vers la fin du Ier siècle de l’hégire, après plusieurs tâtonnements, que l’enseignement académique musulman s’est structuré. Ainsi, on remarque des spécificités propres à chaque région mais comportant quelques similitudes.
Soucieux de bâtir un État solide, les musulmans ont en premier lieu promu une culture du bureau afin de rendre leur administration plus efficace et une éducation profane permettant de préparer les gouvernants au commandement. L’enseignement académique n’a révélé aucune volonté institutionnelle qu’elle soit politique, religieuse ou culturelle, elle a surtout été impulsée par une demande sociale importante dans les grandes métropoles à la fin du VIIe siècle. À l’instar des premières communautés académiques européennes, les professeurs se réunissent d’abord en groupe avec leurs étudiants dans des lieux publics. Les assemblées devenant de plus en plus grandes, elles attirent par le bouche à oreille, des étudiants provenant de contrées plus ou moins éloignées.
La culture de l’enseignement étant grandissante, les étudiants entreprennent de longs et coûteux voyages afin de satisfaire leur soif de connaissance. Ainsi à la fin du VIIe siècle, la pratiqué lettrée se développe sous le terme de « voyage en quête de science » (riḥla fī ṭalab al-‘ilm). N’importe quel individu pouvait assister à un cercle d’enseignement, aucun critère social ou financier n’était pris en compte. Néanmoins, des règles de bienséances (adab) devaient être respectées pour y assister ainsi que certains pré-requis tel que la mémorisation du Coran. L’exégèse coranique a permis de développer le champ de la connaissance linguistique : de la lexicographie à la grammaire et de la critique poétique à la stylistique, en passant par la rhétorique.
Parmi les universités médiévale de renom, nous pouvons citer l’Université Al-Quarawiyyin au Maroc fondée vers 877 (date incertaine), l’Université Zitouna fondée en 737 en Tunisie ou encore l’Université al-Azhar fondée 972 en Egypte.

### Les relations entre maîtres et étudiants
Dès le VIIIe siècle, la ḥalqa (cercle d’enseignement), dispose d’une forme particulière qu’elle gardera par la suite. Elle est à l’image d’un corps où le maître (shaykh) est la tête, les grands disciples (kibār al-aṣḥāb) la poitrine et les petits disciples (ṣighār al-aṣḥāb) les membres d’extrémité. Ces métaphores ont une signification propre à l’époque, il s’agit de faire comprendre que dans un cercle d’enseignement, un élève lambda ne peut se rapprocher spontanément du maître, cela ne peut être possible qu’au terme d’un parcours. Après cela, l’étudiant est éligible à sa ṣuḥba (compagnie). Ce lien sacré unissant un maître et son disciple, à la fois social et pédagogique, est ancré dans la culture académique islamique au point qu’elle en est une de ses institutions majeures. Cette relation s’inscrit dans la durée et requiert de la part de l’étudiant une fréquentation assidue de son maître. À l’image du mawla (client), le disciple est au service de son shaykh.
Parmi les rôles important dans la transmission du savoir et jugé méritoire, il y a le mustamlī. Il s’agit d’un étudiant chargé d’assister le shaykh dans ses cours par la mise à l’écrit des traditions dictées par le maître. Ce mustamlī servait plus ou moins de secrétaire ou de copiste. Ce rôle de copiste est très important dans la mesure où il est le détenteur des manuscrits originaux du maître et qu’il peut ainsi en faire des copies et les revendre aux étudiants les plus offrants. Ainsi les mustamlī et grands disciples qui étaient les seuls aptes à pouvoir poser des questions au shaykh profitaient de cette situation pour faire payer les disciples inférieurs qui souhaitaient avoir des réponses à leurs questions. Le mustamlī était également chargé de répéter les paroles du shaykh durant les assises à l’instar du repetitore dans les universités européennes.

### Système d'apprentissage
Les méthodes d’apprentissages diffèrent selon les régions. Par exemple à Kufa, il est exclu que les étudiants prennent des notes. Jusqu'à la fin du VIIIe siècle, professeurs et étudiants n’exhibent pas leurs écrits lors des assises, si ce n’est à la fin de l’assise. Il s’agit néanmoins d’un exercice très difficile au point où des sources nous font part de récits d’étudiants ne supportant plus ce procédé et qui, sur un coup de tête, ont décidé de ramener leur calame et leur tablette pour inscrire ce que disait le shaykh.
L’apprentissage dans l’enseignement académique islamique se base essentiellement sur la mémorisation des textes étudiés. Ainsi, il est primordial pour l’étudiant d’assister à tous les cours et de s’empresser de recueillir l’enseignement des maîtres avant que les infirmités de toute sorte ne les invalident (amnésie, cécité, aphasie etc). L’audition (samā’) occupe une place importante dans le système d’enseignement.